# NK Vatrogasac Brezova
Nogometni klub Vatrogasac Brezova hrvatski je nogometni klub iz mjesta Brezova.
Trenutačno se natječe se u 2. ŽNL Krapinsko-zagorskoj.

## Povijest kluba
Osnivačka Skupština NK Vatrogasac Brezova održana je 21. lipnja 1975. godine u prostorima DVD Brezova. 
Inicijativu za osnivanje kluba dali su mještani Mjesne zajednice Mirkovec – Brezova: Franjo Merkaš, Tomo Merkaš, Mirko Krznar, Antun Junković, Branko Kovač, Milan Martinić, Antun Merkaš i Ivan Merkaš. Osnivačka Skupština izabrala je Upravni odbor od 13 članova. Upravni je odbor na sjednici 29. lipnja 1975. godine izabrao:
- predsjednika Kluba Franju Merkaša,
- tajnika Tomu Merkaša,
- blagajnika Branka Kovača,
- trenere Antuna Merkaša i Mirka Krznara.

Poticaj za osnivanje nogometnog kluba bio je veliki broj talentiranih nogometaša koji su se dokazali na malonogometnim turnirima s mnogo osvojenih prvih mjesta. Da bi se održali na okupu kao nogometaši, a ujedno i članovi DVD Brezova osnovan je NK Vatrogasac Brezova. Svu potrebnu opremu za sportaše nabavila je Mjesna zajednica Mirkovec – Brezova. 
Aktivno djelovanje kluba započelo je natjecanjem 1975./76. jesen – proljeće s 18 aktivnih igrača u drugoj ligi Zagorja.
Prvu godinu natjecanja odigrali smo na unajmljenom igralištu Nk Rudar iz Dubrave Zabočke. Budući da je NK Vatrogasac osvojio prvo mjesto u II. ligi Zagorja po odobrenju Upravnog odbora NK Mladost Zabok sezonu jesen – proljeće 1976./77. odigrali su na igralištu NK Mladost u Zaboku.
Prema zaključku Upravnog odbora od 30. lipnja 1976. godine počelo se s otkupom zemljišta za izgradnju igrališta i svlačionica. Novac za otkup zemlje dali su:
- Mjesna zajednica Mirkovec Brezova,
- SIZ za sport i fizičku kulturu Općine Zabok
- Mještani otkupom zemlje od 1 čhv do 10 čhv.

S izgradnjom igrališta započelo se 17. srpnja 1976. godine. Strojnu obradu napravio je "Graditelj" iz Krapine, a sav ručni rad i ogradu napravili su mještani i igrači na čelu s Upravnim odborom. Svlačionice su izgradili zaposlenici zidarskog obrtnika Tome Merkaša uz dragovoljni rad ostalih zanatskih majstora iz Mjesne zajednice Mirkovec – Brezovo. 
Otvorenje igrališta za jesenski dio prvenstva u I. ligi Hrvatskog zagorja dogovoreno je na sjednici Upravnog odbora NK Vatrogasac 8. kolovoza 1978. godine. Igralište je predano na korištenje Nogometnom klubu Vatrogasac na svečanoj proslavi, kad je odigrana prijateljska utakmica između klubova i to LUV iz Graza (Austrija) i Loto iz Zagreba. Prilikom otvorenja igrališta također je odigrana prijateljska utakmica između klubova: Zagrebački plavi i NK Vatrogasac Brezova. 
Godine 1979. NK Vatrogasac osvaja I. mjesto u Zagorskoj ligi i dalje se natječe u Zoni Varaždin – Čakovec – Krapina. Poslije reorganizacije Varaždinske zone kao prvoplasirana momčad u Zoni s područja Hrvatskog zagorja prelazi u Zagrebačku regiju u kojoj postiže svoj najviši domet osvajanjem I. mjesta u jesenskom dijelu prvenstva pobjedom nad NK Samobor i NK Končar iz Zagreba. Na kraju natjecanja osvaja četvrto mjesto. Reorganizacijom natjecanja nogometni klub NK Vatrogasac vraća se u Prvu zagorsku ligu u kojoj i sada igra.
Značajniji susreti koje je odigrao NK Vatrogasac su utakmice: 
- NK Vatrogasac – NK Željezničar Sarajevo (I. ekipa) rezultat 4:4
- NK Vatrogasac – NK Zagreb rezultat također 4:4.

Predsjednici koji su bili na čelu kluba kroz 20 godina: 
- Franjo Merkaš,
- Dragutin Bratković,
- Damir Ormuž,
- Tomo Merkaš,
- Dragutin Mihovilić,
- Franjo Vukić (Lac),
- Stjepan Kotarski
- Zlatko Ivančić
- Damir Kralj
- Ivica Brezak
- Josip Krog

Treneri koji su vodili ekipu: 
- Antun Merkaš,
- Mirko Krznar,
- Antun Jurina,
- Antun Kučko,
- Drago Kolarić,
- Ivan Mak
- Josip Krog
- Ivica Jurinec
- Ivan Grozaj

Sada se NK Vatrogasac natječe u Drugoj zagorskoj ligi s 3 ekipe: pioniri, juniori i seniori u pomlađenom sastavu.

## Poznati igrači
Klub je dao nekoliko kvalitetnih igrača od kojih su neki zaigrali u 1. HNL:
- Damir Krznar
- Darko Vukić

## Vanjske poveznice
- Profil, HNS Semafor